# Йорма Рісаннен
Йорма Ю. Ріссанен (фін. Jorma Rissanen) (20 жовтня 1932 року — 9 травня 2020) — фінський теоретик інформації, відомий як винахідник мінімальної довжини опису та практичних підходів до арифметичного кодування для стиснення даних без втрат. Його роботи надихнули розвиток теорії стохастичних мереж з пам'яттю змінної довжини.

## Наукова діяльність
Йорма Ріссанен почав працювати у 1960 році науковим співробітником компанії IBM. Потім він отримав ступінь доктора філософії (англ. Ph.D.) у Гельсінському технологічному університеті в 1965 році.
Звільнившись у IBM, він почав працювати на посаді професора у відставці у технологічному університеті Тампере. Також він працює науковим співробітником Інституту інформаційних технологій у Гельсінкі.

## Нагороди та визнання
Йорма Ріссанен був нагороджений медаллю IEEE Річарда Геммінга у 1993 році
Він також одержав нагороду IEEE Golden Jubilee Award (Золотий Ювілейний приз)
за технологічні інновації від товариства теоретичної інформації IEEE в 1998 році
Медаль Колмогорова Лондонського університету у 2006 році 
Премія Клода Шеннона  в 2009 році.
Колекція Festschrift була опублікована технологічним університетом Тампере на честь його 75-річчя.